# Lake County (Ohio)
Lake County ist ein County im Bundesstaat Ohio der Vereinigten Staaten. Der Verwaltungssitz (County Seat) ist Painesville.

## Geographie
Das County liegt fast im äußersten Nordosten von Ohio, grenzt im Norden an den Eriesee, dem südlichsten der 5 Großen Seen und hat eine Fläche von 2535 Quadratkilometern, wovon 1944 Quadratkilometer Wasserfläche sind. Es grenzt im Uhrzeigersinn an folgende Countys: Ashtabula County, Geauga County und Cuyahoga County.

## Geschichte
Lake County wurde am 6. März 1840 aus Teilen des Cuyahoga County und des Geauga County gebildet. Benannt wurde es nach seiner Lage am Eriesee, dem südlichsten der fünf Großen Seen.
Im County liegt eine National Historic Site, die James A. Garfield National Historic Site. Neben dieser hat ein weiterer Ort im County den Status einer National Historic Landmark, der Kirtland-Tempel. 80 Bauwerke und Stätten des Countys sind im National Register of Historic Places eingetragen (Stand 5. April 2018).

## Demografische Daten

Alterspyramide des Lake County

Nach der Volkszählung im Jahr 2000 lebten im Lake County 227.511 Menschen in 89.700 Haushalten und 62.520 Familien. Die Bevölkerungsdichte betrug 385 Einwohner pro Quadratkilometer. Ethnisch betrachtet setzte sich die Bevölkerung zusammen aus 95,40 Prozent Weißen, 1,99 Prozent Afroamerikanern, 0,11 Prozent amerikanischen Ureinwohnern, 0,90 Prozent Asiaten, 0,02 Prozent Bewohnern aus dem pazifischen Inselraum und 0,66 Prozent aus anderen ethnischen Gruppen; 0,92 Prozent stammten von zwei oder mehr Ethnien ab. 1,70 Prozent der Bevölkerung waren spanischer oder lateinamerikanischer Abstammung.
Von den 89.700 Haushalten hatten 31,1 Prozent Kinder und Jugendliche unter 18 Jahre, die bei ihnen lebten. 56,1 Prozent waren verheiratete, zusammenlebende Paare, 10,0 Prozent waren allein erziehende Mütter, 30,3 Prozent waren keine Familien, 25,6 Prozent waren Singlehaushalte und in 9,8 Prozent lebten Menschen im Alter von 65 Jahren oder darüber. Die Durchschnittshaushaltsgröße betrug 2,50 und die durchschnittliche Familiengröße lag bei 3,03 Personen.
Auf das gesamte County bezogen setzte sich die Bevölkerung zusammen aus 24,2 Prozent Einwohnern unter 18 Jahren, 7,3 Prozent zwischen 18 und 24 Jahren, 29,7 Prozent zwischen 25 und 44 Jahren, 24,7 Prozent zwischen 45 und 64 Jahren und 14,1 Prozent waren 65 Jahre alt oder darüber. Das Durchschnittsalter betrug 39 Jahre. Auf 100 weibliche Personen kamen 94,5 männliche Personen. Auf 100 Frauen im Alter von 18 Jahren oder darüber kamen statistisch 91,5 Männer.
Das jährliche Durchschnittseinkommen eines Haushalts betrug 48.763 USD, das Durchschnittseinkommen der Familien betrug 57.134 USD. Männer hatten ein Durchschnittseinkommen von 40.916 USD, Frauen 28.434 USD. Das Prokopfeinkommen betrug 23.160 USD. 3,5 Prozent der Familien und 5,1 Prozent der Bevölkerung lebten unterhalb der Armutsgrenze. Davon waren 6,5 Prozent Kinder oder Jugendliche unter 18 Jahre und 5,4 Prozent waren Menschen über 65 Jahre.

## Ortschaften

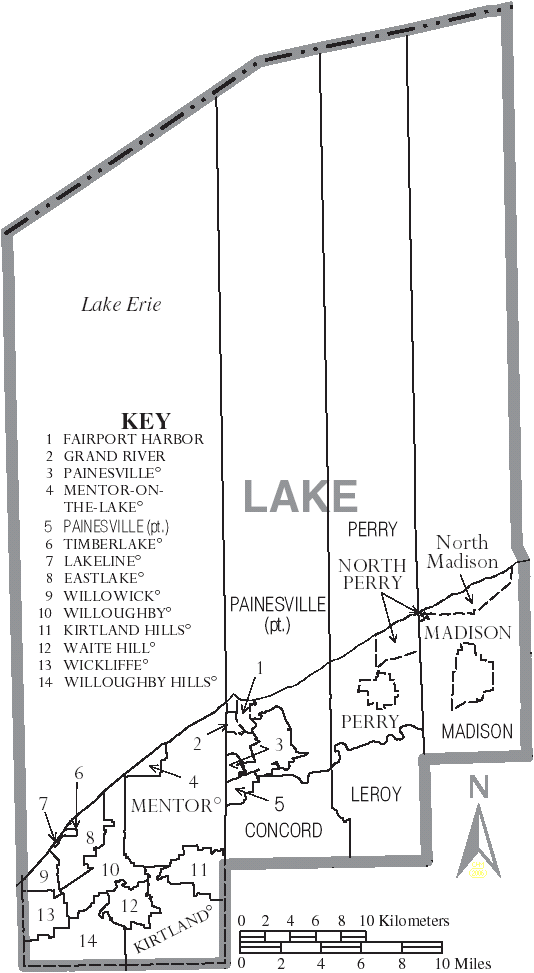
Karte des Lake Countys mit Citys, Villages und Townships

### Citys
| - Eastlake - Kirtland - Mentor - Mentor-on-the-Lake - Painesville | - Wickliffe - Willoughby - Willoughby Hills - Willowick |

### Villages
| - Fairport Harbor - Grand River - Kirtland Hills - Lakeline - Madison | - North Perry - Perry - Timberlake - Waite Hill |

### Townships
- Concord
- LeRoy
- Madison
- Painesville
- Perry

### Census-designated place
- North Madison

### Andere Ortschaften
- Painesville-on-the-Lake
- Unionville